# 1906 en chimie
Cet article présente les faits marquants de l'année 1906 en chimie.

## Évènements
- Le botaniste russe Mikhail Tsvet utilise pour la première fois le terme « chromatographie », technique pour séparer les composés organiques, dans deux articles publiés dans le journal de la Société botanique allemande[1].
- Le chimiste autrichien  Paul Gelmo (en), assistant de Wilhelm Suida (de) synthétise le sulfanilamide, le premier sulfamide, molécule à l'origine du médicament antibactérien Prontosil (publié en 1908)[2],[3].
- Le chimiste allemand Ludwig Gattermann découvre la réaction de Gattermann[4], une réaction organique permettant la synthèse d'aldéhydes aromatiques à partir de phénols ou d'autres composés aromatiques.

## Prix
- Prix Nobel de chimie : Henri Moissan en reconnaissance des grands services qu'il a rendus par la découverte du fluor et de ses propriétés, et pour avoir mis à la disposition de la science le four électrique qui porte son nom[5],[6].
- Médaille Davy : Rudolph Fittig pour ses recherches en chimie et particulièrement ses travaux sur les lactones et les acides[7],[8].
- Médaille Lavoisier de la Société chimique de France : William Henry Perkin[9],[10]
- Médaille William-H.-Nichols : Marston T. Bogert[11]

## Naissances
- 11 janvier : Albert Hofmann (mort en 2008), chimiste suisse, découvreur du LSD en 1938.
- 19 janvier : Cyrias Ouellet (mort en 1994), chimiste québécois.
- 19 juin : Ernst Boris Chain (mort en 1979), biochimiste allemand naturalisé britannique, Prix Nobel de physiologie ou médecine en 1945.
- 23 juillet : Vladimir Prelog (mort en 1998), chimiste suisse-croate, prix Nobel de chimie en 1975.
- 6 septembre : Luis Federico Leloir (mort en 1987), biochimiste argentin, prix Nobel de chimie en 1970.
- 18 novembre : George Wald (mort en 1997), biochimiste américain, prix Nobel de physiologie ou médecine en 1967.

## Décès
- 19 avril : Pierre Curie (né en 1859), physicien français, connu pour ses travaux en radioactivité.
- 22 juin : Julius Wilbrand (né en 1839), chimiste allemand.

- 18 octobre : Friedrich Konrad Beilstein (né en 1838), chimiste russe-allemand.
- 19 octobre : Charles Pfizer (né en 1824), chimiste allemand.